# Odollo
Odollo (en cabreirés Oudoyu) es una pedanía del municipio de Castrillo de Cabrera en la Comarca de La Cabrera, en la provincia de León, comunidad autónoma de Castilla y León, en España.
Así describía Pascual Madoz, en la primera mitad del siglo XIX, a Odollo en el tomo XII del Diccionario geográfico-estadístico-histórico de España y sus posesiones de Ultramar:

Lugar en la provincia de León, partido judicial de Ponferrada y diócesis de Astorga, audiencia territorial y capitanía general de Valladolid, ayuntamiento de Castrillo. Situado en terreno desigual; su clima es templado y sano. Tiene unas 40 casas, escuela de primeras letras, iglesia parroquial (San Pedro) matriz de Marrubio, servida por un cura de ingreso y libre disposición; una ermita a la salida del pueblo (Sta. Lucía), y buenas aguas potables. Confina con término de Castrillo y el anejo. El terreno es de mediana y buena calidad y le fertilizan las aguas del río Cabrera. Además de los caminos locales pasa por su término el que sigue al Puente de Domingo Flórez. Producción: granos, vino, frutas y pastos; cría ganados, caza de varios animales y pesca de truchas y anguilas. Población: 40 vecinos, 155 almas. Contribución con el ayuntamiento.
Pascual Madoz.

## Clima
La temperatura media anual de (Odollo) es de (6,90) °C, la cual es (6,07) °C más baja que la temperatura media anual de España que es 12,97 °C.
En los meses más cálidos la temperatura media es de 22,20 °C y en los meses más fríos la temperatura media es de -2,20 °C
La precipitación media anual en Odollo es de 923 mm, la cual -278,7 mm más alta que la precipitación media anual de España (644,3mm) 